# ضاضوس (فلم)
ضاضوس هو فيلم كوميدي مغربي صدر عام 2023، من إخراج عبد الواحد مجاهد الذي شارك في كتابة السيناريو إلى جانب رشيد زكي، الفيلم من بطولة رفيق بوبكر، وماجدولين الإدريسي، وابتسام العروسي، وجميلة الهوني، وساندية تاج الدين. وقد عُرض الفيلم بدور العرض السينمائية في المغرب بتاريخ 8 فبراير 2023. يستغل محتال سابق حاجة مجموعة من النساء للمال لحل مشاكلهن الاجتماعية، ويشكل من خلالهن فريق ليتمكن من النصب والاحتيال على عدد من الشخصيات المهمة.

## القصة
يعاني ضاضوس من اضطرب نفسي شديد، يجعله يمزج بين الماضي والحاضر، فيحاول العودة إلى ميدان الإجرام، لتحقيق العدالة هذه المرة، ولهذا يقرر فور خروجه من السجن أن يعود إلى النصب والاحتيال، لكن مع مشاريع أكبر وخطط مدروسة للوصول إلى أهدافه، وهذا ما دفعه إلى الاستعانة بأربعة نساء يعشن ظروفًا قاسية، فيجندهن للعمل لصالحه ويبدأ في تنفيذ عمليات ابتزاز مجموعة من الشخصيات المعروفة والغنية.

## طاقم التمثيل
- رفيق بوبكر بدور ضاضوس
- ماجدولين الإدريسي
- ابتسام العروسي
- جميلة الهوني
- ساندية تاج الدين
- المهدي فولان
- سعاد العلوي
- منصور بدري
- أحمد شوقي
- إدريس الروخ

## الاستقبال
حقق فيلم ضاضوس نجاحًا كبيرًا في شباك التذاكر، حيث حصل على نسب مشاهدة عالية بمختلف دور العرض السينمائية بالمغرب، إذ تصدر في أسبوعه الأول أعلى الإيرادات في المغرب، وذلك بعد تسجيل شباك التذاكر بمختلف دور العرض السينمائية بالمغرب، لأرقام قياسية من الجماهير المغربية باختلاف أعمارها وجنسها، والإقبال على اقتناء التذاكر والإستمتاع بأحداث هذا الفيلم.

## وصلات خارجية
- مقالات تستعمل روابط فنية بلا صلة مع ويكي بيانات